# Les Auteurs populaires
Les Auteurs populaires est une collection éditée chez Ferenczi de 1920 à 1923. Les titres publiés sont pour l'essentiel des rééditions de romans populaires mélodramatique et sentimentaux des années 1910, tirés du fonds de l'éditeur.
Une deuxième série, publiée à partir de 1924, ne connaît que quelques numéros.
Les illustrations font appel notamment à Armengol et Georges Vallée.

## Liste des titres de la collection

### Première série
1. Le Roman d'un jeune officier pauvre par Arthur Bernède, 1920
2. Le Roman d'une orpheline par Maurice Neyret
3. La Mariée en noir par Victor Chauvet
4. Duchesse et Midinette par Marie de La Hire
5. Les Amours d'une ouvrière par Arthur Bernède
6. Les Yeux dans l'ombre par Jean Petithuguenin
7. Le Calvaire du lieutenant Ferbach par Arthur Bernède
8. Tragiques Mensonges par Paul de Garros
9. La Marche à l'abîme par Georges Spitzmuller, 1921
10. Rigolette par Georges Spitzmuller, 1921
11. Le Calvaire d'une jeune fille pauvre par Henri de Trémières, 1921
12. Folle par amour par Victor Chauvet
13. Gosseline par Aristide Bruant
14. Martyre d'aveugle par Jean de Nayrac
15. Les Filles Méjasson par Aristide Bruant
16. Divin Amour par Victor Chauvet
17. Les Princesses du trottoir par Aristide Bruant , 1922
18. Reine de Paris par Pierre Segonzac, 1922
19. La Fille des étudiants par Léon Sazie, 1922
20. L'Amant inconnu par Léon Sazie, 1922
21. La Belle Chiquita par Jules Bellan, 1922
22. Gigolo par Pierre Souvestre et Marcel Allain, 1922
23. La Belle Viviane : Gigolo II par Pierre Souvestre et Marcel Allain, 1922
24. Moineau de Paris par Louis Lauret, 1922
25. Ma Mie jolie par G. Lynka
26. Le Beau Rêve brisé par Jehan d'Ivray
27. L'Enfant de la faute par Maxime La Tour
28. Fier Cœur par Paul de Garros
29. Jusqu'à la mort par Albert Monniot
30. Une damnée de l'amour par H. J. Magog, 1923
31. L'Amour maître par Joachim Renez, 1923
32. Le Triomphe d'une martyre par E. Fournier, 1923
33. La Honte ! par Auguste Lescalier, 1923
34. Fantine par Léon Sazie, 1923

### Deuxième série
1. Le Grand Amour d'une petit gars par Arthur Bernède 1924
2. Martyr de gosse par Michel Morphy, 1924
3. Baiser de femme par Léon Sazie, 1924
4. Dans les griffes de l'amant par Guy de Téramond, 1924